# Голиково (Кировоградская область)
Го́ликово (укр. Голикове) — село в Александровской поселковой общине Кропивницкого района Кировоградской области Украины.
До 2020 года входило в Александровский район
Население по переписи 2001 года составляло 511 человек. Почтовый индекс — 27333. Телефонный код — 5242. Код КОАТУУ — 3520582501.